# Hubert Van Innis
Pour les articles homonymes, voir Van Innis.
Hubert Van Innis, né Gerardus Theodorus Hubertus Van Innis le 24 février 1866 à Elewijt et mort le 25 novembre 1961 à Zemst, est un archer belge.
Il détient toujours le record du nombre de médailles gagnées en tir à l'arc lors des Jeux olympiques.
Il est aussi le sportif belge qui a gagné le plus de médailles aux Jeux olympiques, toutes disciplines confondues, ainsi que le plus vieil archer à être champion du monde, à 67 ans en 1933, en compétition par équipes.

## Biographie
Pour fêter ses victoires, il nettoyait l'ensemble de son café avec du champagne.

## Paris 1900
- 2 médailles d'or : dans les épreuves cordon doré 33 m et au chapelet 33 m
- 1 médaille d'argent : au cordon doré à 50 m

## Anvers 1920
- 4 médailles d'or : dans les épreuves Libre-oiseau mobile 28 m et 33 m et les épreuves par équipe libre-oiseau mobile 33 m et 50 m
- 2 médailles d'argent : libre-oiseau mobile 50 m, et par équipe dans l'épreuve Libre-oiseau mobile 28 m

## Distinctions
Une statue en son honneur se trouve dans le village d'Elewijt, au sud de Malines.

## Héraldique
| Armoiries de la famille Van Innis | Armoiries de la famille Van Innis                                                                                |
| --------------------------------- | --- |
|                                   | Blasonnement:"d'azur, à deux chicots d'or, passés en sautoir, accompagnés de quatre étoiles à six rais du même." |

## Famille
Il est l'arrière-arrière-grand-père de l'archère Sarah Prieels, championne du monde et d'Europe.